# Holzgut
Holzgut (fränkisch: Holdsgud) ist ein Gemeindeteil des Marktes Schwanstetten im Landkreis Roth (Mittelfranken, Bayern). Holzgut liegt in der Gemarkung Leerstetten.

## Lage
unmittelbar nördlich der Einöde fließt der Hembach vorbei. Zusammen mit Hagershof, Unter- und Oberfichtenmühle, bildet Holzgut eine Exklave zwischen dem 1985 geflutetem Kanal und der hier autobahnähnlich ausgebauten Bundesstraße 2. Eine Anliegerstraße führt zur Unterfichtenmühle (0,4 km westlich) bzw. zur Kreisstraße RH 1 (0,2 km östlich). Ein Wirtschaftsweg führt zum Hagershof (0,3 km nördlich).

## Geschichte
Der Ort wurde um 1800 als „Holzgütl“ erstmals schriftlich erwähnt.
Von 1797 bis 1808 unterstand Holzgut dem Justiz- und Kammeramt Schwabach. 1806 kam der Ort an das Königreich Bayern. Im Rahmen des Gemeindeedikts wurde 1808 Holzgut dem Steuerdistrikt Leerstetten und der 1818 gebildeten Ruralgemeinde Leerstetten zugeordnet. Im Zuge der Gebietsreform in Bayern, wurde Holzgut am 1. Mai 1978 nach Schwanstetten eingemeindet.

### Einwohnerentwicklung
| Jahr      | 001840 | 001871 | 001885 | 001900 | 001925 | 001950 | 001961 | 001970 | 001987 | 002019 |
| Einwohner | 7      | 6      | 7      | 4      | 8      | 6      | 10     | 12     | 6      | 10     |
| Häuser    | 1      |        | 1      | 1      | 1      | 1      | 1      |        | 2      |        |
| Quelle    | [ 9 ]  | [ 10 ] | [ 11 ] | [ 12 ] | [ 13 ] | [ 14 ] | [ 15 ] | [ 16 ] | [ 17 ] |        |

## Religion
Holzgut ist evangelisch-lutherisch geprägt und bis heute nach St. Johannes der Täufer (Schwand bei Nürnberg) gepfarrt. Die Katholiken sind nach Heilig Kreuz (Plöckendorf) gepfarrt.

## Heute
Die Landwirtschaft wurde größtenteils aufgegeben. Lediglich noch in begrenztem Umfang wird die Zucht von Ziervögeln und Kamerunschafen betrieben. Der weitaus größte Teil von Holzgut wird als unbefestigter Abstellplatz für Wohnmobile, Campingwägen und sporadisch als Trockenliegeplatz für Sportboote genutzt. In den ehemals landwirtschaftlich genutzten Hallen können auch Motorräder eingewintert werden.